# Fontaine aux mille amphores
Vous lisez un « bon article » labellisé en 2022.
Pour les articles homonymes, voir Cave de la fontaine aux mille amphores.
La Fontaine aux mille amphores est un site archéologique situé à Carthage en Tunisie et dont la conservation au début du XXIe siècle n'est pas avérée.
Découvert en 1919-1920 par Louis Carton, et après des velléités de mise en valeur touristique, le site se trouve depuis lors dans la zone de sécurité du palais présidentiel de Carthage après les aménagements du secteur dans les années 1960. Selon Jean-Pierre Laporte, la Fontaine est « en principe disparue » après avoir été oubliée très vite après sa découverte.
L'histoire ancienne du site n'est connue que par l'étude archéologique effectuée lors de la découverte et à l'occasion de la reprise du dossier à la fin des années 2010. Sur une source aménagée dès l'époque punique, un équipement assez complexe a été réalisé à l'époque romaine, appelé « Fontaine » par son inventeur et qui a été interprété au début du XXIe siècle comme étant probablement un nymphée ayant des fonctions non seulement de fourniture d'eau mais aussi religieuses.

## Localisation et étymologie

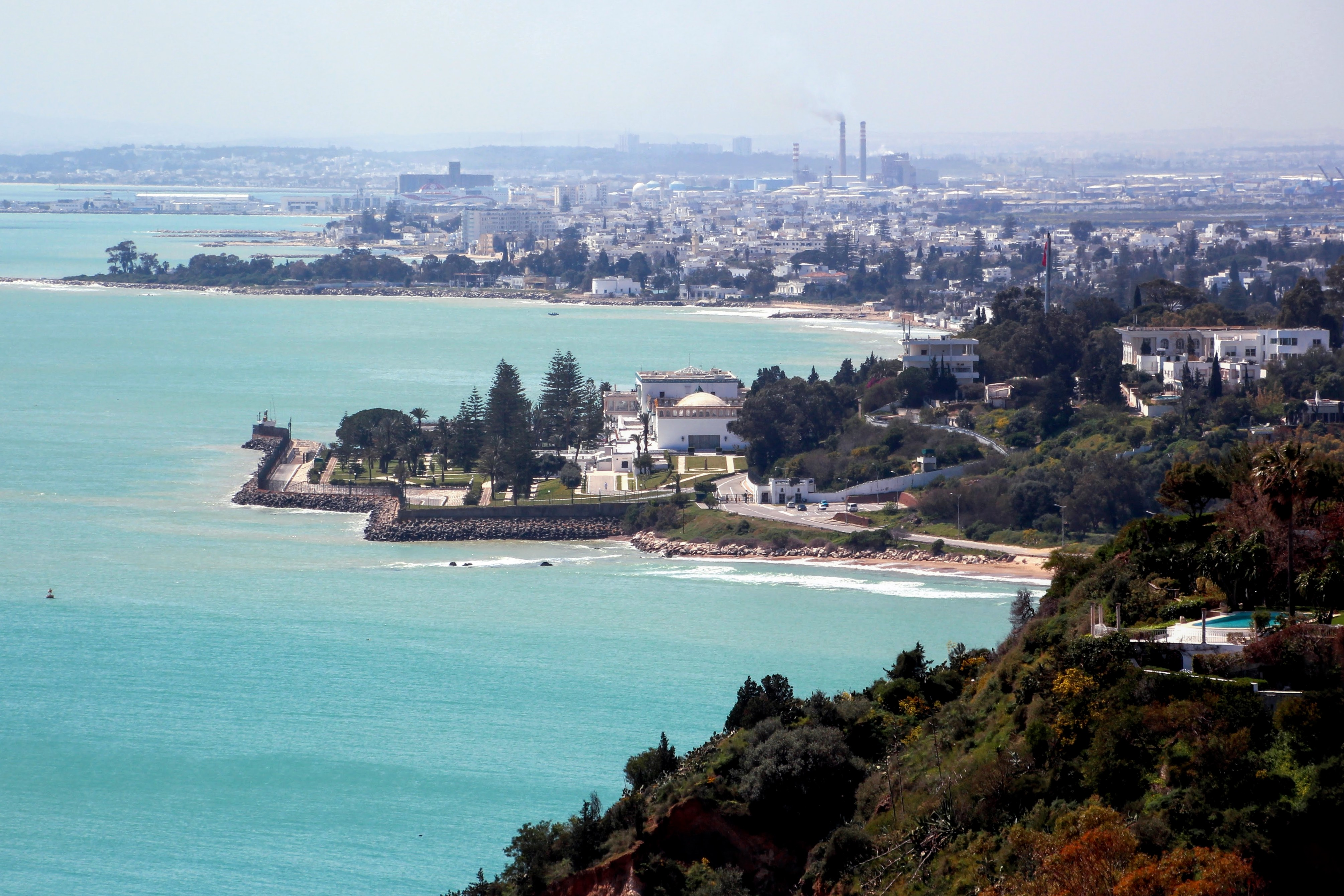
Palais présidentiel de Carthage vu de Sidi Bou Saïd.

Localisation des divers vestiges visitables du site de Carthage ; le site de la Fontaine est dans l'espace grisé à droite de la zone du parc des thermes d'Antonin (no 15, localisation des thermes stricto sensu).

Le site archéologique de Carthage, quasiment désert de constructions au début du XXe siècle, a fait l'objet durant tout ce siècle d'une urbanisation très importante, surtout après la création d'une commune sur le site.
Le site de la Fontaine aux mille amphores, pour sa part, est situé au nord-est de la ville de Carthage, au bord de la mer, sur le plateau de Bordj-Djedid, non loin du complexe des thermes d'Antonin et de la basilique de Saint-Cyprien, dans l'enceinte actuelle du palais présidentiel et hors de la trame urbaine romaine. La zone est cependant occupée par des résidences durant l'Antiquité tardive, même si elle est abandonnée sous l'ère vandale et réoccupée après la reconquête byzantine.
La source est située à six centimètres au-dessus du niveau de la mer. Au-dessus de la Fontaine se situait à l'époque romaine un édifice public important en relation avec la cohorte urbaine en garnison dans la ville, alors capitale de l'Afrique proconsulaire.
Le nom qui a été donné à l'équipement est considéré par Jean-Pierre Laporte comme « un nom propre », à ne pas prendre au sens premier du fait de la nature de l'édifice.

## Histoire

### Histoire ancienne

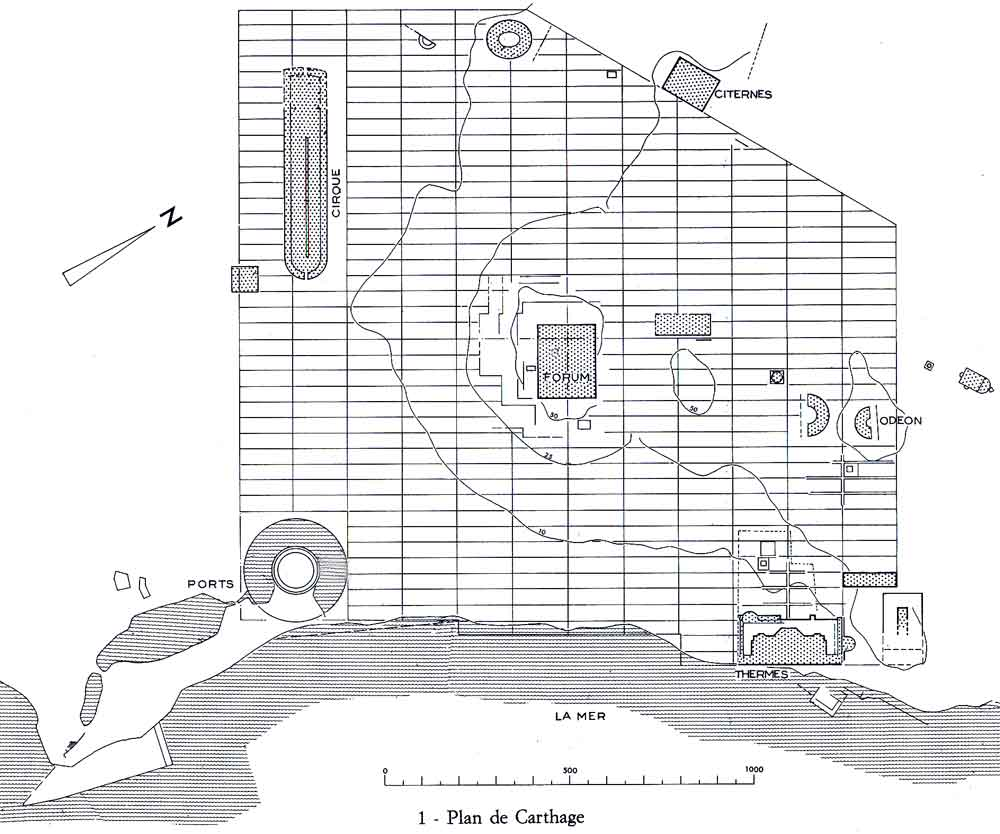
Plan de Carthage romaine avec la trame antique, la Fontaine étant située hors de la zone.

Le site de Carthage ne possède pas de cours d'eau et dispose d'une seule source selon Jean-Pierre Laporte, ou de deux selon Samir Aounallah, l'autre source étant située près de Dar Saniat. L'alimentation en eau se faisait par le stockage en citernes de l'eau pluviale, ce qui a empêché pendant longtemps la création à l'époque romaine de thermes importants dans la cité. Une longue histoire a marqué le site de l'époque punique à la période arabe et son nom antique n'est pas connu.
La source était située dans une grotte au pied de la falaise et une chambre de captage est bâtie à l'époque punique, une galerie étant jointe à cette pièce. Des fouilles réalisées devant l'édifice ont abouti à des découvertes de murs ayant appartenu à des habitats en lien avec la présence de la source.
À l'époque romaine, un couloir long de vingt mètres pourvu de voûtes est construit, peut-être du fait d'éboulements sur le site. Un dispositif appelé « réservoir » est aménagé. Une « façade monumentale » et un nouveau réservoir sont installés ultérieurement. Le site n'est pas occupé au temps de l'empire chrétien. Une partie du bâtiment sert d'atelier de tabletterie et peut-être de teinturerie de pourpre.
La voûte est percée ultérieurement, « peut-être au Moyen-Âge » ou « à l'époque arabe », pour permettre de récupérer de l'eau de la Fontaine.

### Redécouverte

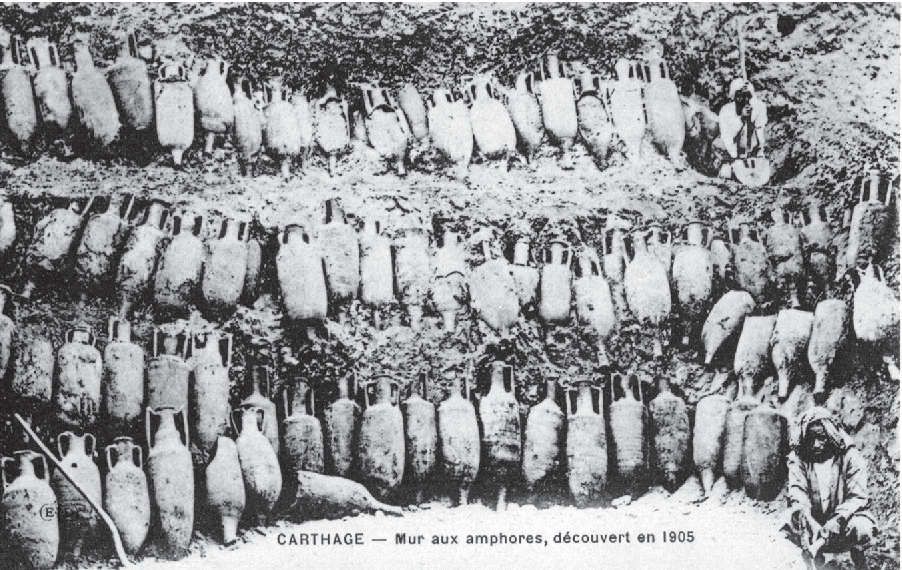
Mur aux amphores de Carthage, carte postale ancienne du début du XXe siècle.

Le site de la Fontaine est découvert par Louis Carton en 1918. Antérieurement, Alfred Louis Delattre, fouilleur de Carthage pendant un demi-siècle, avait découvert en 1905 un amoncellement de 2 000 amphores dans les environs immédiats, d'où le nom attribué par Carton. Alfred Delattre a arrêté ses travaux à peu de distance de la Fontaine. Les amphores, placées verticalement, ont été datées du second quart du Ier siècle. Elles étaient disposées « entre la falaise rocheuse et le mur de soutènement ». Selon Carton, ces amphores servaient peut-être au transport de l'eau. Un autre mur d'amphores a été découvert en 1893 sur le flanc de Byrsa.
Alfred Merlin, directeur des Antiquités de la Tunisie jusqu'à son remplacement par Louis Poinssot en 1921, accorde une subvention destinée aux fouilles et au dégagement de l'édifice. Carton fait vider le tunnel de la terre présente alors et envoie une communication sur la découverte à l'Académie des inscriptions et belles-lettres en septembre 1919. Il propose de rechercher quelques inscriptions ou objets.
À la suite d'un rapport de Stéphane Gsell, des terrains de la colline sont acquis par l'État dès 1928 afin de créer un parc archéologique. Le site est rapidement considéré comme digne d'être mis en valeur à des fins touristiques et fait l'objet d'éditions de cartes postales.
François Icard et Paul Gielly fouillent le site en 1920, ainsi que les déblais des dégagements précédents. Ils découvrent des lamelles de plomb avec des « inscriptions magiques » et des monnaies en or, dont une part est vendue et permet l'achat des terrains du tophet,. Lors des travaux de terrassement, des monnaies, notamment en or, sont subtilisées par les ouvriers, et d'autres sont découvertes dans les déblais. Icard, inventeur d'une monnaie de Faustine, découvre « l'ampleur des larcins ». Des inscriptions sont retrouvées sur des fragments de céramique, des coquillages en plomb et des tablettes de défixion, dont quatre sont expédiées au spécialiste Auguste Audollent. Les tablettes sont découvertes avec des lampes à huile datées des IIe et IIIe siècles et données au musée Alaoui puis soumises par la Commission de l'Afrique du Nord à Audollent. Ces tablettes, non restituées, passent après la mort d'Audollent au musée Bargoin de Clermont-Ferrand. François Icard donne au Cabinet des médailles des sceaux et des plombs en 1921.

### Entre abandon et incertitudes (années 1920-années 1970)
Le site souffre très vite du manque d'entente entre la direction des Antiquités et les fouilleurs qui succèdent à Louis Carton, décédé brutalement en décembre 1924. L'édifice, non découvert lors d'une fouille officielle, ne fait pas l'objet de restauration et se dégrade, envahi par l'eau de mer qui le transforme en « cloaque ». En même temps, la terre commence à le recouvrir dès 1925. Vers 1930, un édifice est bâti non loin de là. En 1935, François Icard qualifie le site de « véritable dépotoir, un lieu infect, où l'on ne pouvait plus pénétrer ».

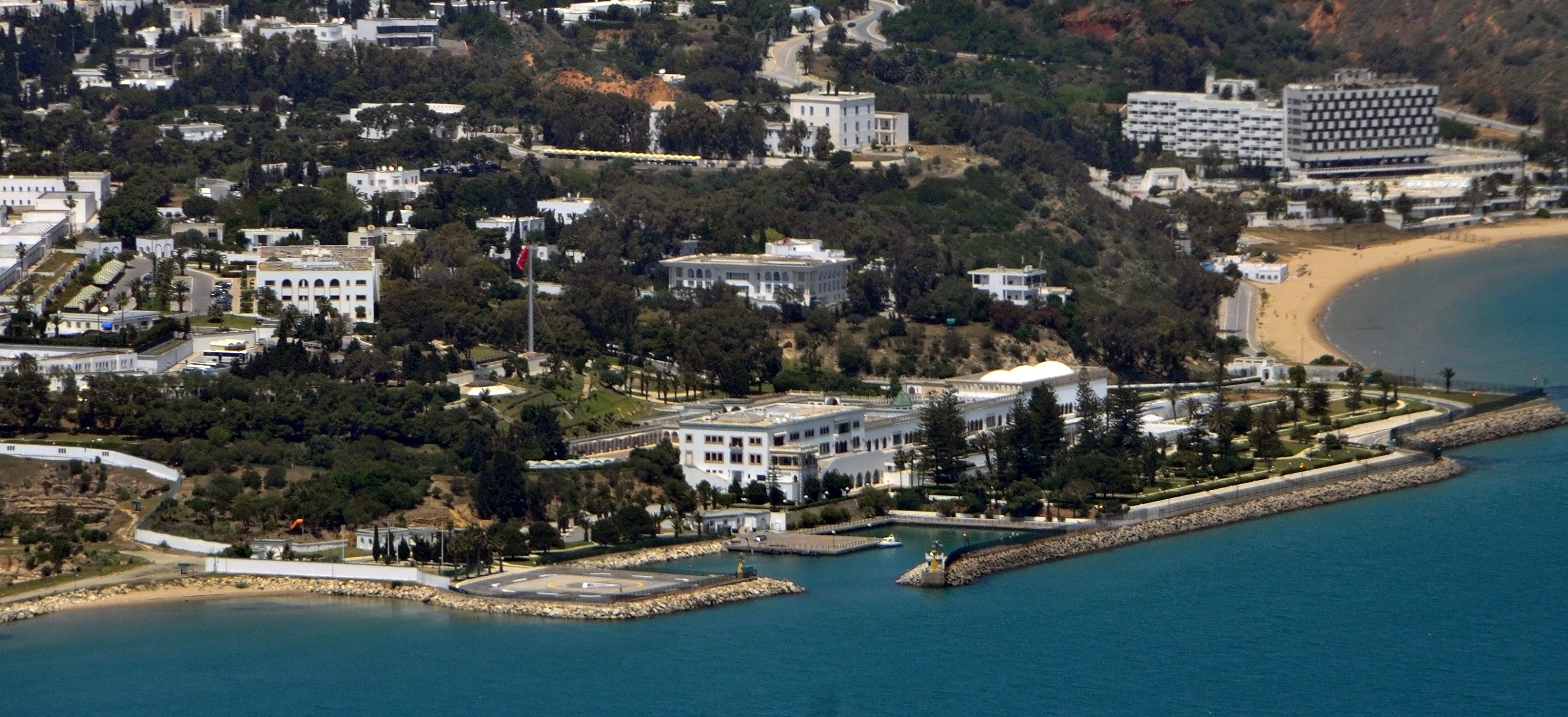
Vue générale du palais présidentiel de Carthage en 2010.

Dès le lendemain de la Seconde Guerre mondiale, les terrains acquis par l'État sont utilisés pour la construction d'un lycée et de villas, et le projet de parc archéologique de Stéphane Gsell est abandonné.
Après l'indépendance de la Tunisie, entre 1960 et 1969, le président Habib Bourguiba choisit Carthage pour la résidence présidentielle, « décision politique hautement symbolique », et fait bâtir à proximité immédiate par l'architecte franco-tunisien Olivier-Clément Cacoub un palais de style arabo-andalou sur une superficie totale de 38 à 40 hectares. Le site choisi est celui d'une ancienne résidence de Mustapha Khaznadar expropriée au début des années 1950 et située au pied de la falaise. La zone du palais comprend l'emplacement de l'ancienne nécropole des Rabs.
Le site archéologique a été considéré comme détruit lors des travaux dans l'enceinte du palais présidentiel mais « ce pourrait ne pas être le cas » selon Jean-Pierre Laporte. La présence d'une source et la nécessité d'évacuer l'eau opterait pour une conservation « au moins en partie » car « aucun architecte ne penserait à murer purement et simplement une source importante passant sous un bâtiment moderne ». Abdelmajid Ennabli signale que la galerie voûtée est comblée lors des diverses phases de travaux.

## Description

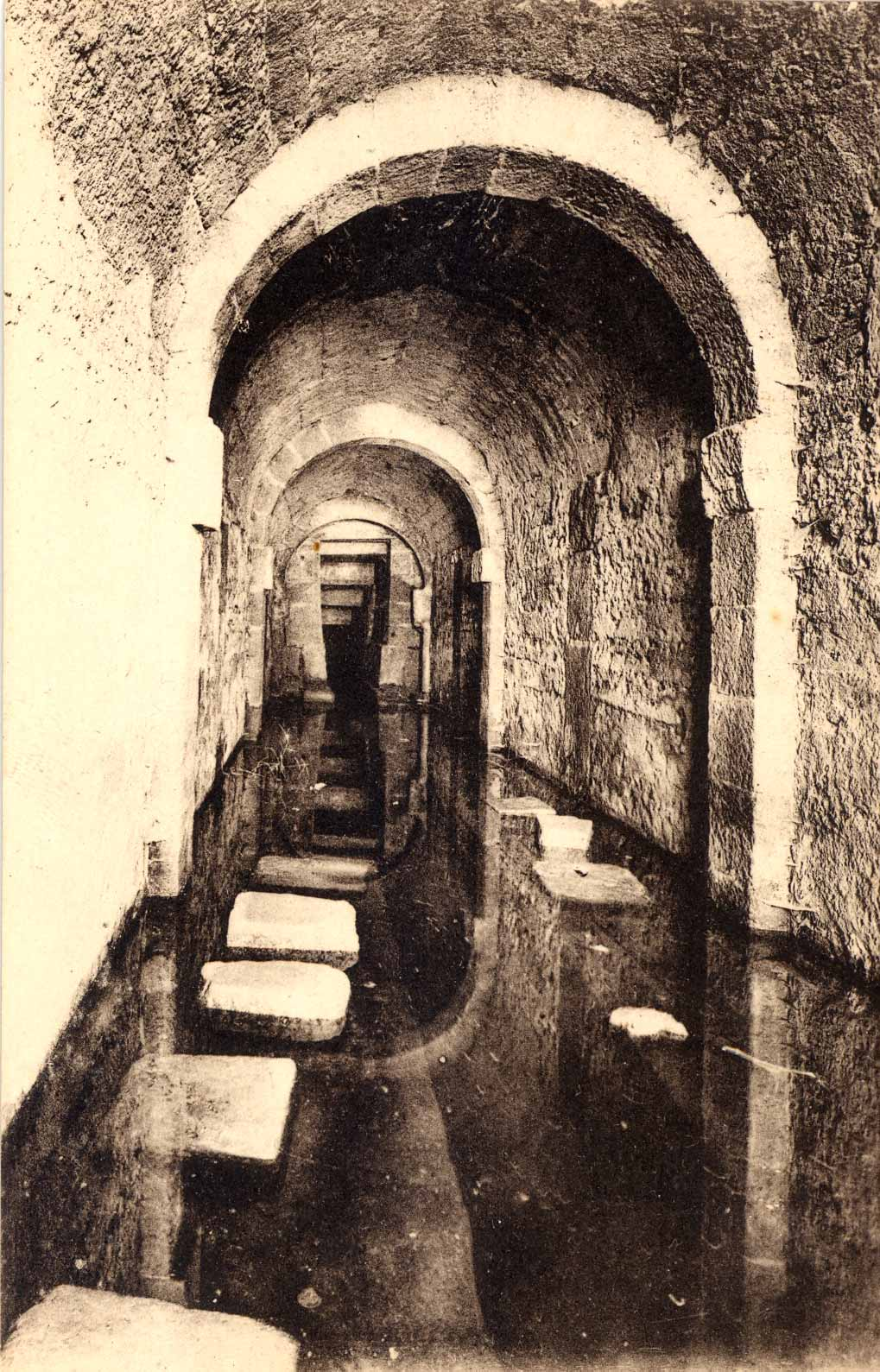
Galerie de la Fontaine sur une photographie ancienne.

### Contexte général
La Fontaine se trouve non loin des nécropoles puniques fouillées à la fin du XIXe siècle et au début du XXe siècle, dont la nécropole des Rabs explorée par Alfred Louis Delattre, et de l'actuel parc archéologique des thermes d'Antonin. Un escalier monumental daté de l'époque romaine permet de gravir la falaise. En hauteur, un édifice rectangulaire a livré une inscription évoquant la cohors prima urbana. Le plan de l'édifice est levé par un militaire détaché à La Goulette et publié en 1920.
La façade méridionale de l'édifice comportait un mur de 35 mètres de long pourvu de sept contreforts,, avec une hauteur de plus en plus basse.
La Fontaine est large d'environ 10 mètres et longue de 38 mètres. Un grand édifice était peut-être situé au-dessus de son emplacement.

### Éléments divers de l'édifice

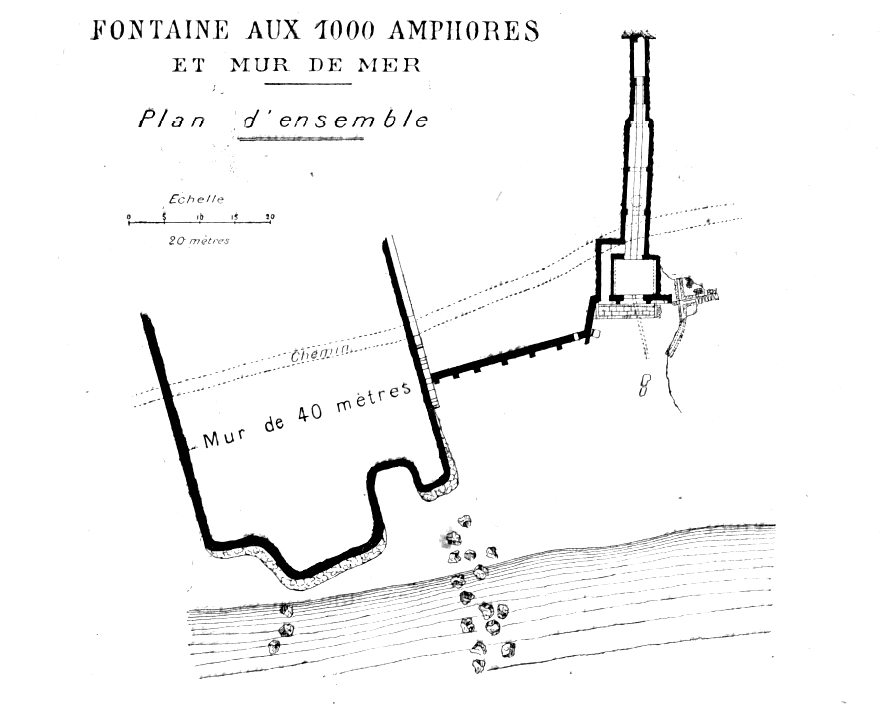
Fontaine aux mille amphores avec le mur de 40 mètres sur le plan levé par Louis Carton.

Une chambre de captation « en partie creusée dans le rocher », construite dans une grotte en moyen appareil, mesurait 1,23 mètre sur 5,60 mètres pour une hauteur de 2,50 mètres. Le plafond était constitué de calcaire coquillier jaune utilisé par ailleurs dans les nécropoles puniques.

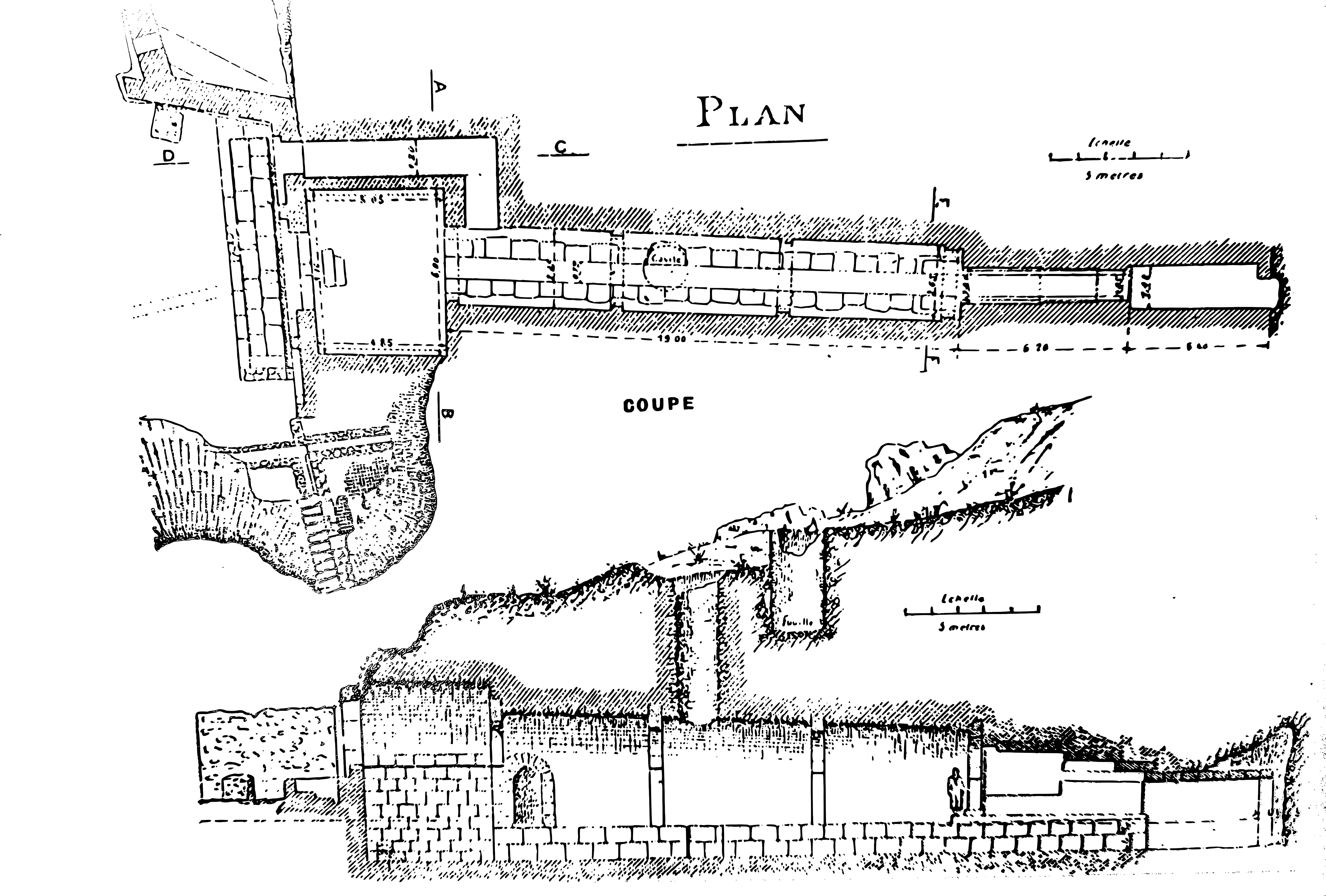
Plan de la Fontaine de 1924 par Louis Carton.

Un couloir d'environ un mètre de large et long de 6,70 mètres suivait la chambre et comportait un canal. Le couloir fait vingt mètres selon Colette Picard. Une salle de 17,50 mètres sur 2,50 mètres avec trois travées possédait une « hauteur croissante du début vers la sortie » de 3,50 mètres à 4,20 mètres. Le canal était profond d'environ un mètre ou 1,80 mètre. Les voûtes étaient bâties en enduit grossier d'opus caementicium. La pièce était sombre et de nombreux fragments de lampes ont été retrouvés par les fouilleurs. Une pièce suivante est pourvue d'un puits de cinq mètres creusé dans le grès et interprété par Louis Carton comme destiné à l'éclairage, à l'aération ou à l'alimentation en eau et qui est, selon Jean-Pierre Laporte, le fruit d'une modification ultérieure de l'édifice. Un mur en bel appareil avec des voussoirs formait la façade primitive de l'édifice.
Le « réservoir » consistait en un bassin en forme de trapèze de 5,05 mètres sur 5,5 mètres de large sur six à 5,14 mètres de long, et qui possédait un mur de quatre mètres de haut ainsi qu'une voûte, en pierre de taille. Un escalier peut-être présent permettait d'accéder à l'intérieur de l'édifice « avant la construction de la façade définitive ». Une « galerie coudée » a été ajoutée. La façade de pierres de taille possédait quatre pilastres engagés et deux ouvertures dont l'une donnait accès au couloir coudé et une autre était de grande taille. Des éléments sculptés d'un décor en marbre comportant des coquillages, des fleurs et des rubans ont été retrouvés lors des fouilles.
Dans l'aménagement ultime de la Fontaine, un bassin est construit sur la largeur de la façade de l'édifice. Un « massif de pierres » signalé par Louis Carton n'est pas aisément identifiable. Une canalisation d'évacuation pouvant servir lors des opérations de maintenance a également été reconnue.

### Artefacts divers retrouvés sur le site ou à proximité immédiate
Les recherches sur le site ont livré de nombreux artefacts archéologiques.
Le site a ainsi livré de nombreuses monnaies en bronze et en billon, mais aussi une quarantaine en or, dont la moitié lors des fouilles de Carton, un quart dans les fouilles menées par Icard et Gielly et un quart dans les déblais. Deux monnaies sont décrites par Icard, une figurant Héliogabale et l'autre Julia Maesa, et une dernière est citée comme figurant la Diva Aug. Faustina.

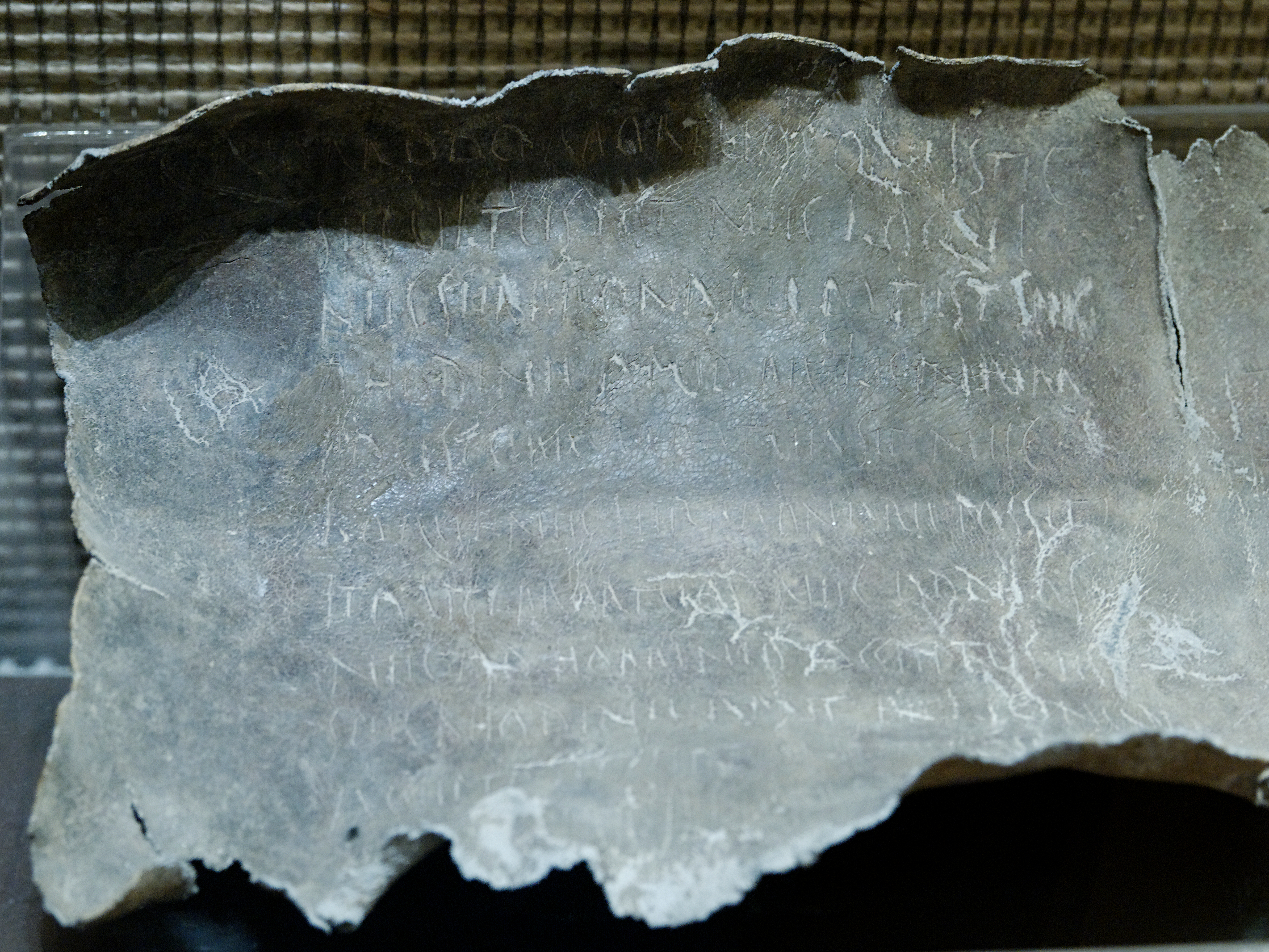
Tablette de défixion provenant du cimetière de la Via Latina, non loin de Rome (image d'illustration).

Les recherches ont aussi permis de retrouver de nombreuses céramiques, dont une portant l'inscription Servate vita⟨m⟩, Qui ab obnibus zelatur (« Préservez la vie, celui qui est aimé de tous »),. René Cagnat considère en 1921 que Servate est le vocatif d'un nom propre et le terme vita signifierait « ma vie, mon amour ». Le terme obnibus est une erreur, il faut lire omnibus. Les fouilles ont permis de retrouver en outre de « nombreux fragments » de tablettes de défixion, en plomb, dont quatre ont été étudiées par Auguste Audollent dans une publication de 1933 sur demande de la Commission de l'Afrique du Nord. Parmi les quatre tablettes, deux sont en très bon état, une autre lisible en grande partie et une dernière assez usée. Ces tablettes en latin comportent des mots écrits en langue grecque sans doute destinés aux « termes magiques » et possédant une « valeur mystérieuse ». Carton en avait retrouvé dans le canal, avec des lampes romaines. Deux tablettes évoquent une malédiction jetée par leurs adversaires contre des chevaux du cirque et des cochers, appartenant aux factions des Bleus et des Rouges. Neuf chevaux sont cités ainsi qu'autant de noms de cochers. Un adversaire souhaite de la malchance à un dénommé Strabonianus et aux chevaux de son quadrige. Deux tablettes sont analogues « tant dans la disposition du texte que dans sa rédaction », elles sont peut-être de la main d'« un seul et même magicien ». Deux tablettes étaient quant à elles destinées à « un redoublement de haine » contre un balineum Falernarum, peut-être un lieu destiné aux bains,. Les imprécations ont peut-être été « soit parallèles, soit successives » avec comme finalité de détourner la clientèle d'un établissement de bains publics peut-être alimenté par la source. Le terme Falernae désigne peut-être un lieu de Carthage proche de la source. Les textes des tablettes sont conformes aux documents semblables trouvés en Afrique romaine, la façon dont le texte est présenté doit rendre impossible à la victime de la malédiction d'« échapper au malheur qui l'attend ». Les tablettes de défixion sont la plupart du temps déposées près de tombes de personnes mortes de façon prématurée ou de façon violente, même si d'autres ont été retrouvées dans un puits ou une source.
Des lampes romaines datées des IIe et IIIe siècles ont également été retrouvées. Des os sciés et débités ont par ailleurs été retrouvés dans la galerie, et peuvent porter témoignage d'« un atelier de tabletterie tardif ». Des couches de murex ont également été retrouvées, indices d'une activité de teinturerie.
Devant l'édifice, et face à la mer, le site a livré d'« innombrables débris » dont la provenance est incertaine, entre la Fontaine et l'édifice qui se situait au-dessus, et qui ont pu se retrouver par ruissellement sur le site de leur découverte : lampes dont certaines puniques, plaques de marbre, inscriptions partielles, fragments de chapiteaux, de mosaïques, de statues de marbre, éléments d'un bas-relief comportant des rosaces, des rubans et des coquillages.

## Interprétation
Le statut du site au début du XXIe siècle rend difficile une analyse moderne, même si Jean-Pierre Laporte s'y hasarde à la fin des années 2010.

### Source d'approvisionnement en eau
Le site de Carthage ne possédait pas de cours d'eau sur son territoire. L'approvisionnement en eau de la ville de Carthage romaine dépendait surtout de l'aqueduc de Zaghouan. La seule source de Carthage a donc revêtu un caractère important très tôt, et c'est peut-être à proximité que les premières installations ont eu lieu, si on considère comme valides les signalements de vestiges de bâtiments trouvés à ses abords lors des fouilles.
Le site a été aménagé très tôt pour récupérer de l'eau mais aussi pour des finalités cultuelles.

### Nymphée

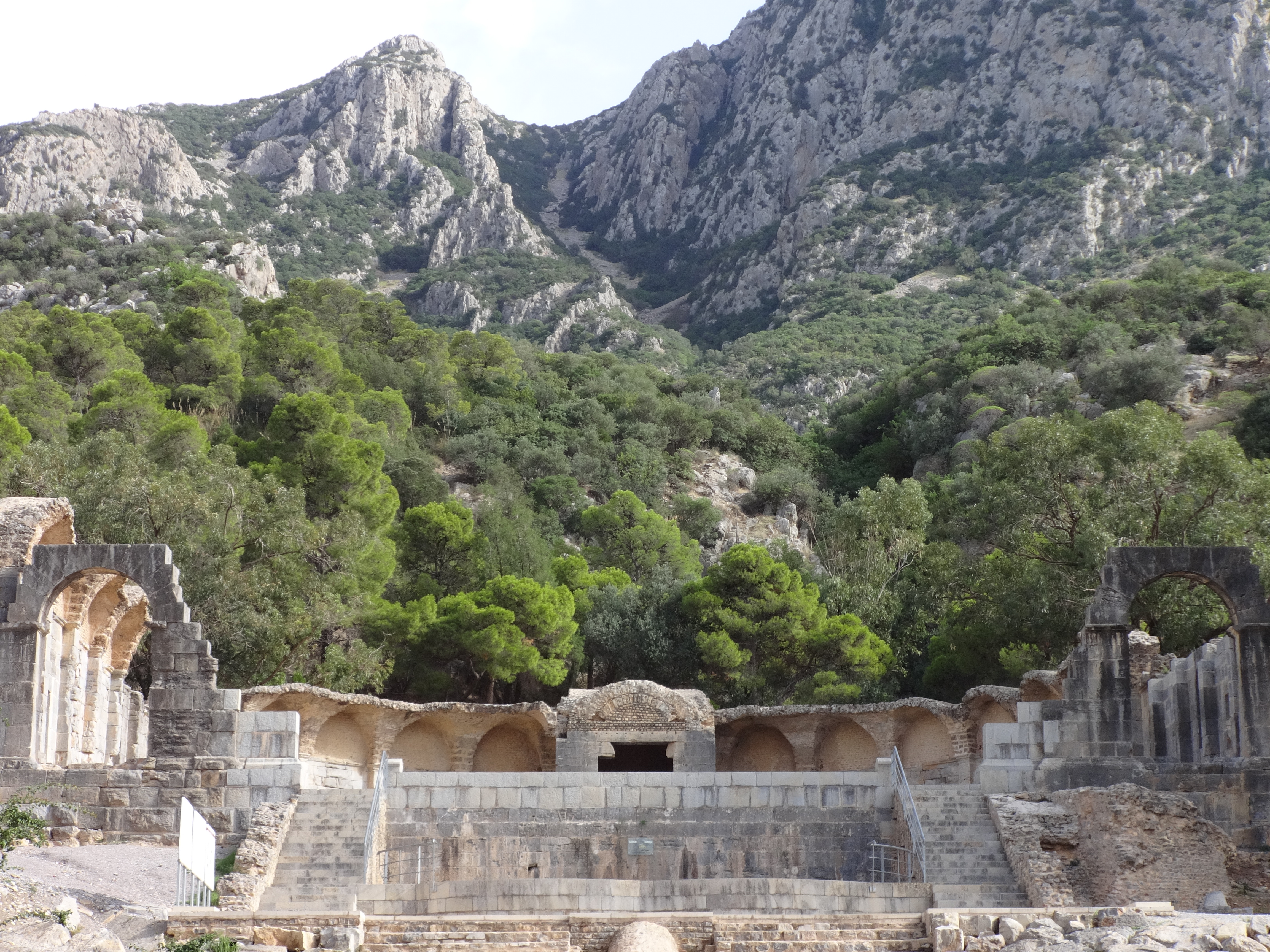
Vue des vestiges du temple des Eaux de Zaghouan.

Cette dernière destination de nymphée, incertaine pour l'époque punique, est certaine à l'époque romaine selon Jean-Pierre Laporte. Les offrandes faites aux divinités de la source et retrouvées lors des fouilles sont des monnaies et des tablettes de défixion destinées aux divinités infernales. La source et les sanctuaires dédiés au culte des eaux honoraient les divinités principales mais aussi des divinités secondaires qui n'ont pas pu être identifiées. Le lieu de la source « appartenait encore aux dieux ». Les aménagements du site ont permis de reculer la limite entre espace sacré et espace profane, « les aménagements humains pouvaient reporter cette limite un peu plus loin » et l'espace était peut-être un nymphée sacré.
Les spécialistes ont émis des explications à la présence du mur d'amphores dont Carton qui a évoqué un rôle dans l'alimentation en eau de la ville. Le mur d'amphores avait peut-être un rôle d'aménagement ou de stabilisation des remblais des collines.